# Encantado (entidade)
Encantado é uma figura do folclore Brasileiro com origem principalmente indígena, um tipo de entidade sobrenatural. Há multiplicidade de crenças a respeito dos encantados, variando entre criaturas que vêm de um reino paradisíaco subaquático, podendo se referir a seres espirituais, tais como os antepassados, até mesmo a cobras encantadas. Também são associados ao mito do boto que se transforma em ser humano para atrair mulheres.
Embora a crença em si está começando a minguar[carece de fontes?], ainda há abundância de sul-americanos que acreditam em sua existência ardentemente, e afirmam ter visto e interagiram com eles. Os encantados podem também ser considerados análogos às fadas do folclore europeu.
De acordo com a mitologia Kalankó, os encantados seriam ancestrais que após morrerem, tornaram-se parte da natureza.
Encantado também pode se referir a entidades de religiões de matriz africana da região amazônica ou nordestina, como o tambor de mina, terecô, babaçuê, pajelança, jurema e catimbó, vivendo em um mundo ou reino especial, a encantaria. 